# James Cameron

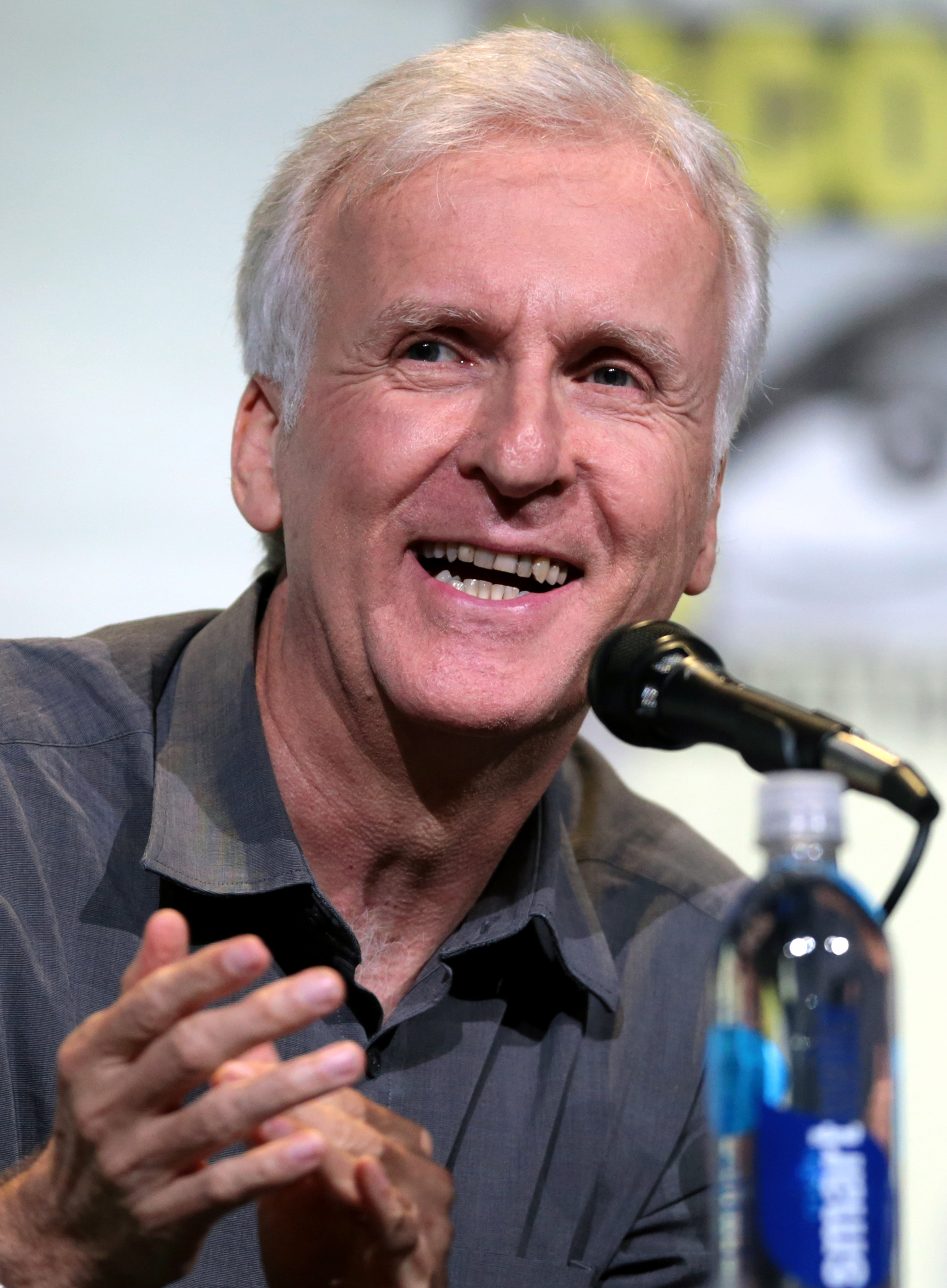
James Cameron (2016)

James Francis Cameron CC (* 16. August 1954 in Kapuskasing, Ontario) ist ein kanadischer Filmregisseur, Filmproduzent, Drehbuchautor, Filmeditor und dreifacher Oscar-Preisträger, der sich besonders auf Action- und Science-Fiction-Filme spezialisiert hat. Unter seiner Regie sind mit Titanic (1997), Avatar – Aufbruch nach Pandora (2009) und Avatar: The Way of Water (2022) drei der vier kommerziell erfolgreichsten Filme der Filmgeschichte entstanden. Bei diesen schrieb er auch das Drehbuch.

## Leben

### Jugend und Studium
James Cameron wuchs im kanadischen Niagara Falls auf, an der Grenze zu den USA. Sein Vater war Elektroingenieur, seine Mutter Malerin.
1969 sah Cameron den Film 2001: Odyssee im Weltraum von Stanley Kubrick. Der Film beeindruckte ihn stark und lenkte seine Berufswahl. Cameron las alles über Filmgeschichte und Spezialeffekte. 1971 zog die Familie nach Orange County, Kalifornien. Weil sich seine Familie eine Ausbildung an einer Filmschule nicht leisten konnte, begann er ein Physik-Studium am Fullerton College. Als er feststellte, dass seine Mathematik-Fähigkeiten dafür nicht ausreichten, studierte er englische Literatur.
Nachdem er das College abgeschlossen hatte, heiratete er Sharon Williams und arbeitete als Lastkraftwagenfahrer. 1977 entfachte der Film Krieg der Sterne seine Leidenschaft für das Filmemachen erneut. Enttäuscht darüber, dass das ein Film war, den er immer machen wollte, eignete er sich viel Wissen über Drehbuchschreiben und Filmemachen an und lernte, mit Filmausrüstung umzugehen.

### Regiedebüt und Filmkarriere
Bei seinem ersten Film Xenogenesis, einem 35-mm-Kurzfilm, den er 1978 zusammen mit seinen Freunden William Wisher und Randall Frakes drehte und der von einem Konsortium aus Zahnärzten finanziert wurde, fungierte Cameron gleichzeitig als Regisseur, Produzent, Autor, Kameramann, Editor, Modellbauer und Spezialeffekt-Verantwortlicher. Wisher spielte die Hauptrolle und Frakes fungierte als Regisseur und Produzent. Während der Produktion des Films gab Cameron seinen Job als Lkw-Fahrer auf. Der Film kam jedoch nie auf eine Leinwand. Cameron entschied, seine komplette Zeit ins Filmemachen zu investieren, und bewarb sich deshalb bei „New World Pictures“, der Produktionsfirma von Roger Corman. Nachdem er bei einigen Filmen hinter den Kulissen gearbeitet und sich aufgrund seines Ehrgeizes bei der Belegschaft unbeliebt gemacht hatte, konnte er beim Dreh des Films Planet des Schreckens (Galaxy of Terror) als Production Designer und Second Unit Director derart überzeugen, dass er sein erstes Regieangebot erhielt. Der Film Piranha 2 – Fliegende Killer war jedoch für Cameron eine riesige Enttäuschung, aber auch eine wichtige Erfahrung als Regisseur. Nachdem der Produzent des Films, Ovidio G. Assonitis, sich in die Dreharbeiten eingemischt und ihn schließlich noch während der Dreharbeiten gefeuert hatte, brach Cameron später nachts in das Schneidewerk des Produzenten in Rom ein, um den Film nach seinen Vorstellungen zu vollenden (was Assonitis aber wieder rückgängig machte). Sein Debüt-Film wurde sowohl in künstlerischer Hinsicht wie auch kommerziell ein Fiasko.

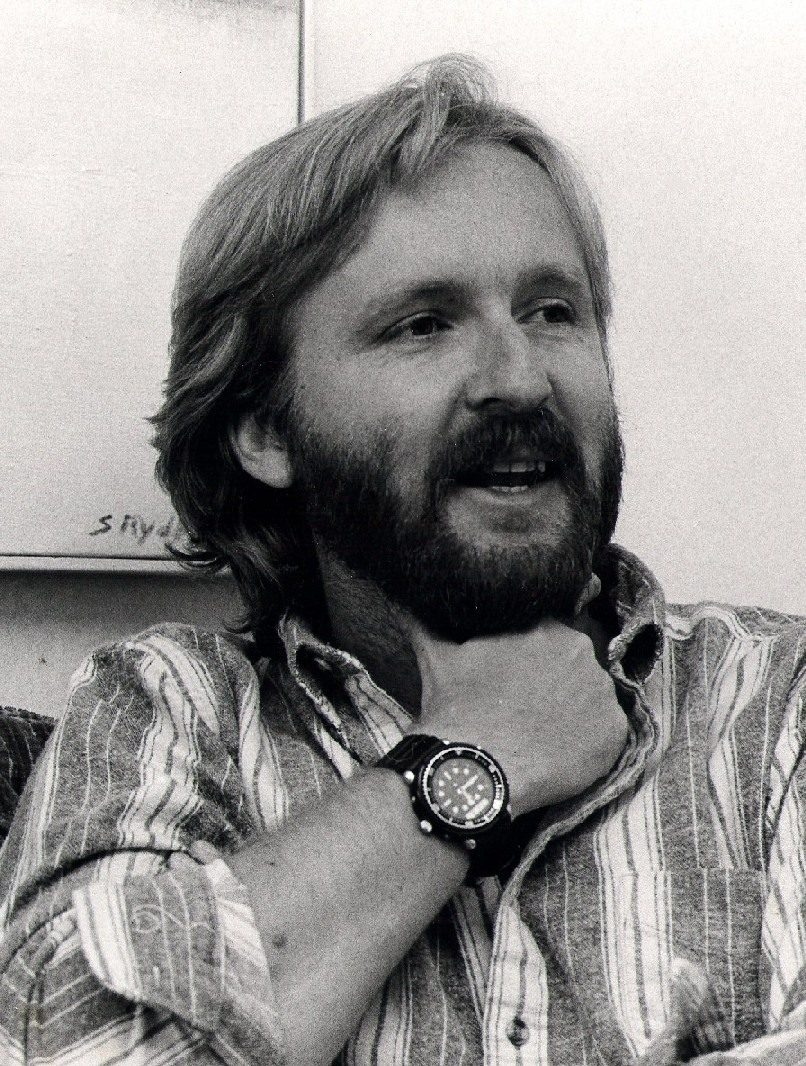
James Cameron (1986)

Nach seiner Rückkehr nach Amerika schrieb Cameron 1982 das auf einem persönlichen Albtraum beruhende Drehbuch für den Film Terminator. Das Script verkaufte er an die Produzentin Gale Anne Hurd für einen Dollar gegen die Zusage, dass er Regie bei dem Film führen durfte. Da sich die Finanzierung des Films hinzog, kam er erst 1984 in die Kinos, machte Cameron aber schließlich zum Star.
In der Zeit bis zu den Terminator-Dreharbeiten schrieb er zwei weitere Drehbücher – für Aliens – Die Rückkehr und Rambo 2 – Der Auftrag. Die Drehbuchänderungen von Sylvester Stallone und die Umsetzung von Rambo 2 verärgerten Cameron völlig, vor allem aufgrund der Aussparung der antimilitaristischen Botschaft seines Entwurfs. In einem Interview mit dem deutschen Filmkritiker Milan Pavlovic antwortete Cameron auf die Frage, ob er in dem Drehbuch eigene Erfahrungen verarbeitet hätte, dass er als Kanadier mit dem Vietnamkrieg nichts zu tun gehabt habe.
Die Produzenten von Aliens, Walter Hill, David Giler und Gordon Carroll, hatten über den Inhalt des Films darauf bestanden, dass die Protagonistin aus dem ersten Alien-Film Ripley sowie Soldaten mitspielen sollten. Nachdem sie das von Cameron verfasste Drehbuch gelesen und den Erfolg von Terminator erlebt hatten, boten sie ihm die Regie für den Film an. Cameron akzeptierte unter der Bedingung, dass Hurd die Produktion übernehmen würde. Für nur 18 Millionen Dollar drehte er die Fortsetzung von Ridley Scotts Alien, die fast universell positive Filmkritiken und sieben Oscar-Nominierungen erhielt und zu den besten Science-Fiction-Filmen aller Zeiten gezählt wird.
Als Nächstes drehte er Abyss – Abgrund des Todes, dessen Handlung auf einer Geschichte basierte, die er im Alter von 17 Jahren in einer Biologie-Stunde geschrieben hatte. Später an der Universität wurde bei einer Vorlesung ein Mann vorgeführt, der in einem Taucheranzug statt Luft eine mit Sauerstoff gesättigte Flüssigkeit atmete, um so in große Tiefen tauchen zu können. Der Film kam 1989 in die Kinos. Bei 48 Millionen Dollar Produktionskosten kam der Film nur knapp in die Gewinnzone. The Abyss gehört zu den größten Meilensteinen der Filmgeschichte, da er die Tricktechnik revolutionierte. Völlig neue Techniken wie Morphing, photorealistische Computeranimationen und Unterwasser-BlueScreen wurden teilweise eigens für diesen Film entwickelt. Allerdings gilt der Film bis heute auch als Musterbeispiel für schlechtes Marketing, da man in der Werbung über die bahnbrechenden Effekte kein Wort verlor. Um diesen Fehler nicht zu wiederholen, wurden die Spezialeffekte beim nächsten Film (Terminator 2) in der Werbung überbetont. Die Qualitäten des Films begründeten eine größere Fangemeinde für Cameron, The Abyss lief noch jahrelang in Programmkinos.
1990 gründete Cameron zusammen mit Larry Kasanoff die Produktionsfirma Lightstorm Entertainment, mit welcher er fortan seine Filme produzierte. Ferner gründete er 1993 zusammen mit dem Effekt-Spezialisten Stan Winston das Spezialeffekt-Unternehmen Digital Domain, das sowohl für Camerons als auch für fremde Filme digitale Effekte produziert. Im Jahr 2000 gründete Cameron zusätzlich für die Produktion von Fernseh-Serien die Cameron/Eagle Productions, welche aber nach kurzer Dauer wieder aufgelöst wurde.

### Die Kassenerfolge Terminator 2 und Titanic
Terminator 2 – Tag der Abrechnung war 1991 der bis dahin teuerste Film aller Zeiten. Das Drehbuch des 94 Millionen Dollar teuren Streifens schrieb Cameron zusammen mit William Wisher.
Anfang der 1990er Jahre unterschrieb Cameron einen Rahmenvertrag über 20 Filme, der ihm eine Gage von insgesamt 500 Millionen Dollar garantiert.
True Lies, die erste Action-Komödie Camerons, kam 1994 ins Kino. Die Idee hatte Arnold Schwarzenegger geliefert. Bei einer gemeinsamen Motorradtour mit Cameron hatte er ihm von einer französischen Komödie mit dem Titel La Totale! erzählt.
Am 19. Dezember 1997 kam schließlich Titanic in die amerikanischen Kinos (Erstaufführung in Deutschland: 8. Januar 1998). Der nach Aussagen Camerons knapp über 200 Millionen Dollar teure Film wurde mit elf Oscars ausgezeichnet.

### Rückzug als Filmregisseur und andere Projekte
Nach Titanic zog sich Cameron aus dem Regiegeschäft weitestgehend zurück, unternahm als Hobbyforscher mehrere Tiefseetauchgänge und arbeitete zusammen mit seinem Bruder Mike an der Entwicklung neuer Filmtechniken. Im Jahr 2000 produzierte Cameron mit Dark Angel seine erste Fernsehserie. Die Serie war nur außerhalb der USA ein Erfolg und wurde nach zwei Staffeln wieder eingestellt. Zusammen mit Bill Paxton und seinem Bruder Mike realisierte Cameron 2001 mit Ghosts of the Abyss einen IMAX-3D-Film über die Titanic, der 2003 in die Kinos kam.
2002 produzierte Cameron eine Fernsehdokumentation über das deutsche Schlachtschiff Bismarck, die auf Discovery Channel gesendet wurde. Im deutschen Fernsehen wurde die Dokumentation erstmals 2006 von RTL gezeigt.
2005 kam eine 3D-Dokumentation mit dem Titel Aliens der Meere in die IMAX-Kinos, in der Cameron zusammen mit NASA-Wissenschaftlern Gebirgsketten auf dem Meeresgrund und Tiefseelebewesen untersucht.

### Kurze Rückkehr mit dem Welterfolg Avatar

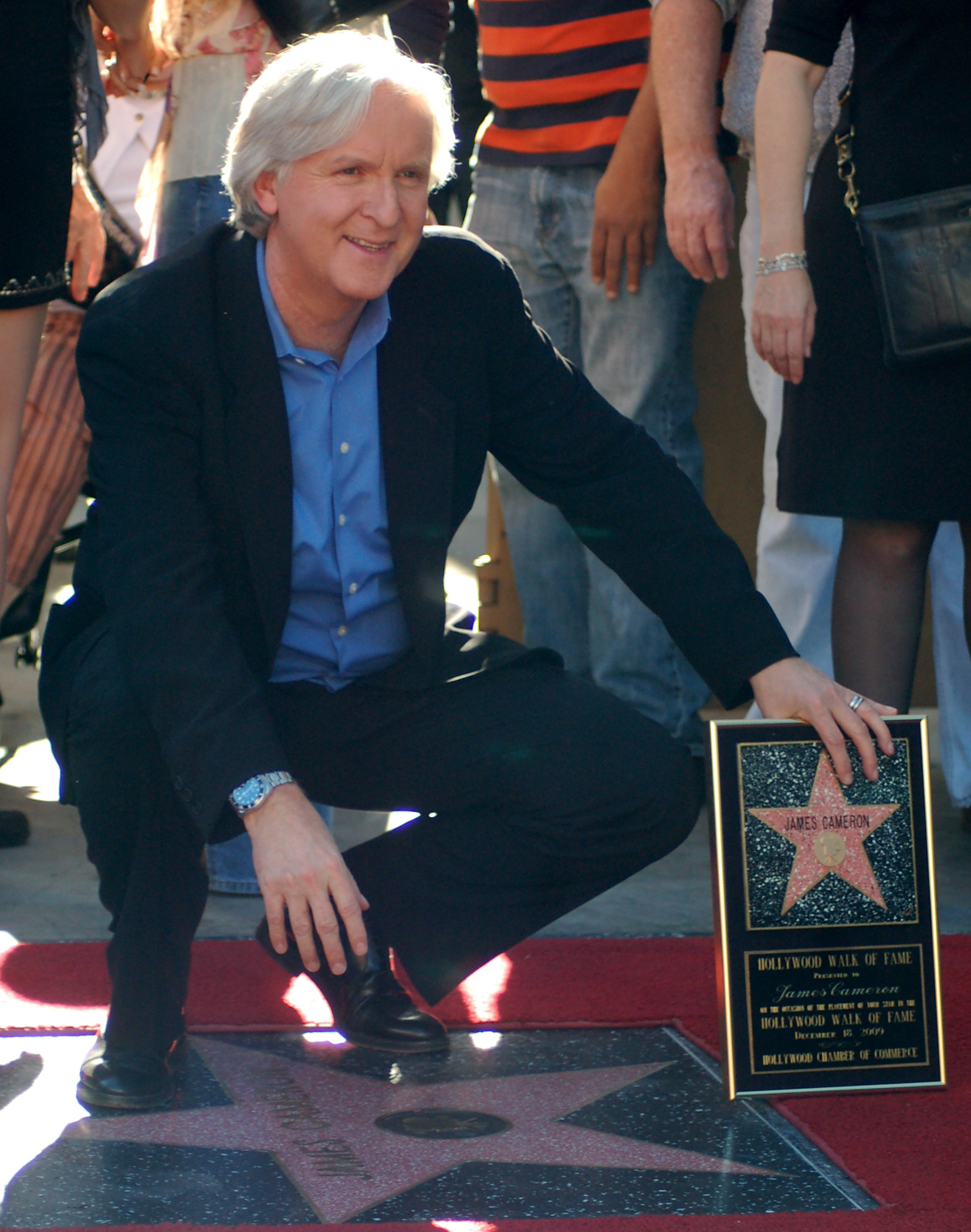
James Cameron (2009) auf dem Hollywood Walk of Fame

Für den Science-Fiction-3D-Film Avatar – Aufbruch nach Pandora, der am 16. Dezember 2009 in die Kinos kam, entwickelte Cameron digitale und stereoskope 3D-Techniken nebst den CGI-Techniken weiter. Die Dreharbeiten zu dem 237 Millionen Dollar teuren Film fanden von April bis November 2007 in Neuseeland und Hollywood statt. Er übertraf mit 2,721 Milliarden US-Dollar (rund 2,14 Milliarden Euro) das Einspielergebnis von Titanic (1,843 Milliarden Dollar). Avatar – Aufbruch nach Pandora galt damit ohne Berücksichtigung inflationärer Effekte bis zur Ablösung durch Avengers: Endgame im Jahr 2019 als finanziell erfolgreichster Film der Welt. Der Rekord wurde nach 39 Tagen aufgestellt, bei Titanic hatte es 41 Wochen gedauert. Durch zwei weitere Wiederveröffentlichungen in den Kinos 2021 (China) und 2022 (weltweit) konnte Avatar die Spitze der erfolgreichsten Filme wiedererlangen. Die weltweiten Einnahmen liegen seitdem bei 2,923 Milliarden Dollar (Stand: Dezember 2022).
Cameron veröffentlichte in der Zeit ab 2009 bis Ende 2022 keine weitere Regiearbeit mehr. Er war in dieser Zeit mit der Arbeit an vier weiteren Avatar-Sequels beschäftigt, wovon das erste Sequel im Jahr 2022 unter dem Namen Avatar: The Way of Water veröffentlicht wurde.

### Weitere Filmprojekte als Produzent
Im April 2014 wurde die erste Folge der von Cameron mitproduzierten neunteiligen Fernseh-Dokumentarreihe Years of Living Dangerously ausgestrahlt, die sich mit den Ursachen und Folgen des Klimawandels befasst. Unter anderem wirken darin Arnold Schwarzenegger, Harrison Ford, Matt Damon, Don Cheadle und Jessica Alba.
Cameron produzierte den Film Alita: Battle Angel, bei dem er das Drehbuch schrieb; es handelt sich um eine Verfilmung des Mangas Battle Angel Alita, der am 14. Februar 2019 in 3D erschien. Die Regie übernahm Robert Rodriguez.
Für den sechsten Terminator Film Terminator: Dark Fate kehrte Cameron als Produzent, Berater und Story-Schreiber zurück. Der Film ist eine direkte Fortsetzung zu Terminator 2 und ignoriert die restlichen Teile. Die Regie führte Tim Miller. Der Film erschien am 23. Oktober 2019 in den Kinos.

## Filmstil und Arbeitsweise
Die Filme von James Cameron haben viele Gemeinsamkeiten. Dazu gehören die intensive Nutzung aufwendiger Spezialeffekte nach dem aktuellen Stand der Technik und das üblicherweise hohe Budget: Mehrere Filme waren zum Zeitpunkt ihrer Fertigstellung der teuerste Film der Welt. In fast allen Filmen Camerons spielen starke und selbstbewusste Frauen eine tragende Rolle, eine Seltenheit im Actionfilmgenre. Stilistisch auffallend ist der häufige Einsatz von blauen Farbfiltern und einige Szenen in Dutch Angles. Häufig wiederkehrende Themen der Filme Camerons sind Figuren, die mit dramatischen Krisensituationen umgehen müssen, der Konflikt zwischen Technologie und Menschlichkeit, das Auftreten außerirdischer Lebensformen und die Gefahr, die von profitgierigen Unternehmen ausgeht. Obwohl der Großteil seines Schaffens aus Science-Fiction- und Actionfilmen besteht, gilt der romantische Kern seiner Filme als wichtigstes Merkmal seines persönlichen Filmstils.
Cameron ist für seine diktatorische Art und sein hohes Temperament am Filmset bekannt. Der Autor Orson Scott Card bezeichnete ihn als „grausam“ und „selbstsüchtig“. Die Schauspielerin Kate Winslet (Titanic) gab an, nicht mehr mit Cameron arbeiten zu wollen, sofern man ihr nicht „eine Menge Geld“ dafür gebe. Laut Sam Worthington (Avatar) nagelte Cameron am Filmset klingelnde Mobiltelefone von Mitarbeitern mit einer Nagelpistole an die Studiowand. Sigourney Weaver verteidigte Camerons Führungsstil und versicherte, dass Cameron dem Film zuliebe seinen Mitarbeitern zwar das Äußerste abverlange, mit sich selbst jedoch ähnlich hart sei. In der South-Park-Folge Eine hohle Bar wird seine diktatorische und exzentrische Art persifliert, aber auch sein kultureller und umweltpolitischer Beitrag gewürdigt.

## Umweltpolitische Aktivitäten
Anfang April 2010 reiste Cameron nach Brasilien, wo er sich gegen den Bau des Belo-Monte-Stausees einsetzte, der indianische Stämme am Rio Xingu bedroht. Dazu besuchte er Juruna, Xipaia und Xikrin Kayapó, die sich gegen die Umsiedlung von 12.000 Bewohnern und die Zerstörung ihrer Kultur zur Wehr setzen.
Nach der Ölpest im Golf von Mexiko 2010 legte James Cameron ein Konzept für die Leckabdichtung vor und bot die Mitwirkung seiner U-Boote und Spezialausrüstungen an, was seinen Angaben zufolge jedoch von den Behörden ignoriert wurde.
Ende April 2010 äußerte Cameron in einer Podiumsdiskussion (gemeinsam mit Thomas L. Friedman und Sigourney Weaver), dass der Klimawandel die größte Bedrohung für die Vereinigten Staaten seit dem Zweiten Weltkrieg darstelle. Im Gegensatz zu jetzt habe es sich jedoch damals nur um ein umgrenztes Problem gehandelt. Er wies darauf hin, dass am Ende seines Films Avatar der Planet Erde als „sterbende Welt“ bezeichnet werde. Avatar sei keine Vorhersage, sondern solle davor warnen, was gerade passiert. Im Oktober 2010 wurde bekannt, dass Cameron eine Million US-Dollar zur Unterstützung des von Arnold Schwarzenegger initiierten kalifornischen Klimaschutzgesetzes gespendet hatte. Cameron wurde daraufhin von Klimawandelleugnern in einem politischen Werbefilm als „Heuchler“ bezeichnet. Seine Warnungen vor dem Klimawandel stünden im Widerspruch dazu, dass sich auf seinen großen Anwesen beheizte Swimming-Pools, eine Vielzahl von Autos, Motorrädern etc., aber keine Solarpaneele oder Windräder befänden. Die Tageszeitung The Independent wies darauf hin, dass der Film ignoriere, dass Cameron Ausgleichszahlungen für seine persönlichen CO2-Emissionen leiste.
Cameron ernährt sich nach eigenen Angaben seit dem Frühjahr 2012 aus moralischen Gründen vegan. Im Juli 2012 gab er bekannt, dass er die kurz zuvor in Neuseeland erworbene Farm auf pflanzliche Produkte umstellen wolle. Auf einer Preisverleihung der National Geographic Society im Juni 2013, auf der er die Auszeichnung „Explorer of the Year“ erhielt, warb er erneut für die vegane Ernährung aus Gründen des Umweltschutzes.
Im Rahmen eines Hearings vor einem Unterausschuss des United States Senate Committee on Commerce, Science and Transportation wies James Cameron am 11. April 2013 darauf hin, wie wichtig der Schutz und die Erforschung der Meere ist.
Die Sensibilisierung für eine Neujustierung des Verhältnisses der Menschen zur Natur sei für Cameron nach eigenen Angaben der Grund, den Großteil seiner verbleibenden Regisseurskarriere in „Avatar“ zu investieren.

## Privatleben

### Ehen
Cameron heiratete fünfmal. Von 1978 bis 1984 war er mit Sharon Williams verheiratet, danach von 1985 bis 1989 mit der Produzentin Gale Anne Hurd, mit der er zusammen Aliens und Terminator realisierte. Im Jahr 1989 heiratete Cameron Kathryn Bigelow. Die Ehe wurde 1991 geschieden. Cameron heiratete 1997 die Schauspielerin Linda Hamilton, die er bei den Dreharbeiten zu Terminator (1984) kennengelernt hatte; während der Dreharbeiten zur Fortsetzung Terminator 2 – Tag der Abrechnung (1991) wurden sie ein Paar. Zusammen haben die beiden eine Tochter (* 1993). Die Ehe wurde 1999 geschieden. Seit dem Jahr 2000 ist er mit der Schauspielerin Suzy Amis verheiratet, die er bei den Dreharbeiten zu Titanic (1997) kennengelernt hat. Zusammen haben sie einen Sohn und zwei Töchter.

### Tauchfahrt zum Challengertief
Seit 2005 betrieb Cameron zusammen mit National Geographic die Entwicklung eines bemannten Unterseebootes mit dem Ziel, damit das Challengertief im Marianengraben, den mutmaßlich tiefsten Punkt der Weltmeere, zu erreichen. Da sich gleichzeitig auch drei andere Gruppen darum bemühten (unter anderem finanziert vom damaligen Chief Executive Officer von Google, Eric Schmidt, und dem Vorsitzenden der Virgin Group, Richard Branson), hielt er sein Unterfangen bis zum Februar 2012 geheim. Am 26. März 2012 erreichte er dann mit seinem Tiefsee-U-Boot Deepsea Challenger alleine und als dritter Mensch insgesamt den Grund des Tiefs. Das Boot war mit zahlreichen Kameras ausgestattet, deren Aufnahmen Grundlage des 3D-Dokumentarfilmes Deepsea Challenge (2014) über die Tiefsee und die Expedition wurden.

## Filmografie

### Kurzfilme
- 1978: Xenogenesis
- 1996: T2 3-D: Battle Across Time

### Spielfilme
- Regie
  - 1981: Piranha 2 – Fliegende Killer (Piranha Part Two: The Spawning)
  - 1984: Terminator (The Terminator)
  - 1985: This Time It’s War (Dokumentarfilm)
  - 1986: Aliens – Die Rückkehr (Aliens)
  - 1988: Martini Ranch – Reach (Musikvideo)
  - 1989: Abyss – Abgrund des Todes (The Abyss)
  - 1991: Terminator 2 – Tag der Abrechnung (Terminator 2: Judgment Day)
  - 1994: True Lies – Wahre Lügen (True Lies)
  - 1997: Titanic
  - 2002: Expedition Bismarck (Expedition: Bismarck) (Dokumentarfilm)
  - 2003: Die Geister der Titanic (Ghosts of the Abyss) (IMAX-3D-Dokumentarfilm)
  - 2005: Aliens der Meere (Aliens of the Deep) (IMAX-Dokumentarfilm)
  - 2009: Avatar – Aufbruch nach Pandora (Avatar)
  - 2022: Avatar: The Way of Water
- Drehbuch
  - 1981: Piranha 2 – Fliegende Killer (Piranha Part Two: The Spawning)
  - 1984: Terminator (The Terminator)
  - 1985: Rambo II – Der Auftrag (Rambo: First Blood Part II)
  - 1986: Aliens – Die Rückkehr (Aliens)
  - 1989: Abyss – Abgrund des Todes (The Abyss)
  - 1991: Terminator 2 – Tag der Abrechnung (Terminator 2: Judgment Day)
  - 1994: True Lies – Wahre Lügen (True Lies)
  - 1995: Strange Days
  - 1997: Titanic
  - 2009: Avatar – Aufbruch nach Pandora (Avatar)
  - 2019: Alita: Battle Angel
  - 2019: Terminator: Dark Fate
  - 2022: Avatar: The Way of Water
- Produzent
  - 1991: Terminator 2 – Tag der Abrechnung (Terminator 2: Judgment Day)
  - 1994: True Lies – Wahre Lügen (True Lies)
  - 1995: Strange Days
  - 1997: Titanic
  - 2002: Solaris
  - 2003: Die Geister der Titanic (Ghosts of the Abyss) (IMAX-3D-Dokumentarfilm)
  - 2005: Aliens der Meere (Aliens of the Deep) (IMAX-Dokumentarfilm)
  - 2005: Last Mysteries of the Titanic (Dokumentarfilm)
  - 2009: Avatar – Aufbruch nach Pandora (Avatar)
  - 2019: Alita: Battle Angel
  - 2019: Terminator: Dark Fate
  - 2022: Avatar: The Way of Water
- Ausführender Produzent
  - 1991: Gefährliche Brandung (Point Break)
  - 2003: Volcanoes of the Deep Sea (Dokumentarfilm)
  - 2006: The Exodus Decoded (Dokumentarfilm)
  - 2007: Das Jesus-Grab (The Lost Tomb of Jesus, Dokumentarfilm)
  - 2011: Sanctum
  - 2014: Years of Living Dangerously (Dokumentarserie)
  - 2017: Atlantis Rising (Dokumentarfilm)
  - 2018: The Game Changers (Dokumentarfilm)
  - 2021: Die geheimnisvolle Welt der Wale (Dokumentation)
- Filmeditor
  - 1994: True Lies – Wahre Lügen (True Lies)
  - 1995: Strange Days
  - 1997: Titanic
  - 2009: Avatar – Aufbruch nach Pandora (Avatar)

### Fernsehen
- Regie
  - 2001: Earthship.TV (Fernsehfilm)
  - 2002: Dark Angel (Fernsehserie, Folge 2×21 Ein Volk von Monstern)
- Ausführender Produzent
  - 2000–2002: Dark Angel (Fernsehserie)

## Auszeichnungen (Auswahl)
| Platz | Film                              |
| ----- | --------------------------------- |
| 37    | Terminator 2 – Tag der Abrechnung |
| 73    | Aliens – Die Rückkehr             |
| 242   | Terminator                        |

Oscarverleihung
- 1998: Auszeichnung in der Kategorie Bester Film für Titanic
- 1998: Auszeichnung in der Kategorie Beste Regie für Titanic
- 1998: Auszeichnung in der Kategorie Bester Schnitt für Titanic
- 2010: Nominierung in der Kategorie Bester Film für Avatar – Aufbruch nach Pandora
- 2010: Nominierung in der Kategorie Beste Regie für Avatar – Aufbruch nach Pandora
- 2010: Nominierung in der Kategorie Bester Schnitt für Avatar – Aufbruch nach Pandora
- 2023: Nominierung in der Kategorie Bester Film für Avatar: The Way of Water

Golden Globe Award
- 1998: Auszeichnung in der Kategorie Beste Regie für Titanic
- 1998: Nominierung in der Kategorie Bestes Filmdrehbuch für Titanic
- 2010: Auszeichnung in der Kategorie Beste Regie für Avatar – Aufbruch nach Pandora
- 2023: Nominierung in der Kategorie Beste Regie für Avatar: The Way of Water

British Academy Film Award
- 1998: Nominierung in der Kategorie Bester Film für Titanic
- 1998: Nominierung in der Kategorie Beste Regie für Titanic
- 1998: Nominierung in der Kategorie Bester Schnitt für Titanic
- 2010: Nominierung in der Kategorie Bester Film für Avatar – Aufbruch nach Pandora
- 2010: Nominierung in der Kategorie Beste Regie für Avatar – Aufbruch nach Pandora
- 2010: Nominierung in der Kategorie Bester Schnitt für Avatar – Aufbruch nach Pandora

Emmy Award
- 2003: Nominierung in der Kategorie Regisseur eines nichtfiktionalen Programms für Die Bismarck
- 2014: Auszeichnung in der Kategorie Dokumentation einer nichtfiktionalen Serie für Years of Living Dangerously

Saturn Award
- 1985: Nominierung in der Kategorie Beste Regie für Terminator
- 1985: Auszeichnung in der Kategorie Bestes Drehbuch für Terminator
- 1987: Auszeichnung in der Kategorie Beste Regie für Aliens
- 1987: Auszeichnung in der Kategorie Bestes Drehbuch für Aliens
- 1991: Auszeichnung in der Kategorie Beste Regie für Abyss – Abgrund des Todes
- 1991: Nominierung in der Kategorie Bestes Drehbuch für Abyss – Abgrund des Todes
- 1992: Auszeichnung in der Kategorie Beste Regie für Terminator 2 – Tag der Abrechnung
- 1992: Nominierung in der Kategorie Bestes Drehbuch für Terminator 2 – Tag der Abrechnung
- 1995: Auszeichnung in der Kategorie Beste Regie für True Lies – Wahre Lügen
- 1996: Nominierung in der Kategorie Bestes Drehbuch für Strange Days
- 1998: Auszeichnung mit dem Ehrenpreis The President’s Memorial Award
- 2003: Auszeichnung mit dem Ehrenpreis The President’s Memorial Award
- 2010: Auszeichnung in der Kategorie Beste Regie für Avatar – Aufbruch nach Pandora
- 2010: Auszeichnung in der Kategorie Bestes Drehbuch für Avatar – Aufbruch nach Pandora
- 2012 Aufnahme in die Science Fiction Hall of Fame[31]

British Fantasy Award
- 1987: Bester Film für Aliens – Die Rückkehr

## Wiederkehrende Mitwirkende
Cameron arbeitete bevorzugt mit Bill Paxton, Michael Biehn, Lance Henriksen, Jenette Goldstein und Arnold Schwarzenegger.
Die nachfolgende Tabelle gibt einen Überblick über die wiederholte Zusammenarbeit von Darstellern.
|                       | Piranha 2 – Fliegende Killer (1981) | The Terminator (1984) | Aliens – Die Rückkehr (1986) | Abyss (1989)     | Terminator 2: Judgment Day (1991) | True Lies (1994) | Titanic (1997) | Expedition: Bismarck (2002) | Die Geister der Titanic (2003) | Avatar (2009)       |              |
| Schauspieler          | Schauspieler                        | Schauspieler          | Schauspieler                 | Schauspieler     | Schauspieler                      | Schauspieler     | Schauspieler   | Schauspieler                | Schauspieler                   | Schauspieler        | Schauspieler |
| --------------------- | ----------------------------------- | --------------------- | ---------------------------- | ---------------- | --------------------------------- | ---------------- | -------------- | --------------------------- | ------------------------------ | ------------------- | ------------ |
| Michael Biehn         |                                     | Kyle Reese            | Corporal Dwayne Hicks        | Lt. Hiram Coffey | Kyle Reese                        |                  |                |                             |                                |                     |              |
| Earl Boen             |                                     | Dr. Peter Silberman   |                              |                  | Dr. Peter Silberman               |                  |                |                             |                                |                     |              |
| Jenette Goldstein     |                                     |                       | Private Jenette Vasquez      |                  | Janelle Voight                    |                  | irische Mutter |                             |                                |                     |              |
| Linda Hamilton        |                                     | Sarah Connor          |                              |                  | Sarah Connor                      |                  |                |                             |                                |                     |              |
| Lance Henriksen       | Steve Kimbrough                     | Detective Vukovich    | L. Bishop                    |                  |                                   |                  |                |                             |                                |                     |              |
| Bill Paxton           |                                     | Punk #1               | Private William Hudson       |                  |                                   | Simon            | Brock Lovett   |                             | Bill Paxton                    |                     |              |
| Arnold Schwarzenegger |                                     | Der Terminator        |                              |                  | Der Terminator                    | Harry Tasker     |                |                             |                                |                     |              |
| Sigourney Weaver      |                                     |                       | Ripley                       |                  |                                   |                  |                |                             |                                | Dr. Grace Augustine |              |